# Pehr-Gösta Norberg
Pehr-Gösta Norberg, född den 19 november 1880 i Göteborg, död den 4 augusti 1960 i Stockholm, var en svensk publicist och författare.
Norberg var elev vid Karlstads högre allmänna läroverk 1889–1898 och avlade mogenhetsexamen där 1898. Han bedrev därefter studier vid Uppsala universitet, i Freiburg im Breisgau, i Paris och i London. Norberg avlade filosofie kandidatexamen vid Göteborgs högskola 1904. Han var redaktionssekreterare i Hvar 8 Dag 1904–1905, redaktör för Varia 1907—1908, anställd hos P.A. Norstedt & Söner 1909–1913 och 1915–1917 samt huvudredaktör för Gamla och Nya Hemlandet i Chicago 1913–1914. Norberg blev föreståndare för Svenska Handelsbankens publicitetsavdelning 1919 och för dess ekonomiska sekretariat 1937(–1945) samt redaktör för bankens Index 1926(–1946). Han var skattmästare i Sveriges författareförening 1942–1945 och 1947–1950. Norberg publicerade skisser och reseskildringar med mera i dagspressen. Han använde signaturen Peter Norden.